# エリザベス・ビク
エリザベス・ビク（英: Elisabeth Bik、1966年 - ）は、米国在住の微生物学者。研究公正活動で有名である。
スタンフォード大学に在籍していた2016年4月20日に研究不正が疑われる800本の論文の存在をbioRxivに発表し、Nature誌に報じられた。その後も研究不正に関する情報をSNS等で発信し、2019年に中国の南開大学学長の不正疑惑を大きく報道させるなど、世界的に注目を集めている。2021年にジョン・マドックス賞を受賞した。
日本のマスメディアの取材にも対応している。日本の匿名Aによる論文大量不正疑義事件についてもPubpeerで言及した。

## 経歴
幼少期から画像パターンの認識に優れていた。オランダ国立公衆衛生環境研究所で行ったコレラの研究によって、ユトレヒト大学から博士号を授与された。米国に移住し、スタンフォード大学医学部で微生物の研究を15年間行った。民間企業勤務を経て、2019年にマイクロバイオームと研究公正を専門とするコンサルタントとして独立した。